# Navi dei filosofi

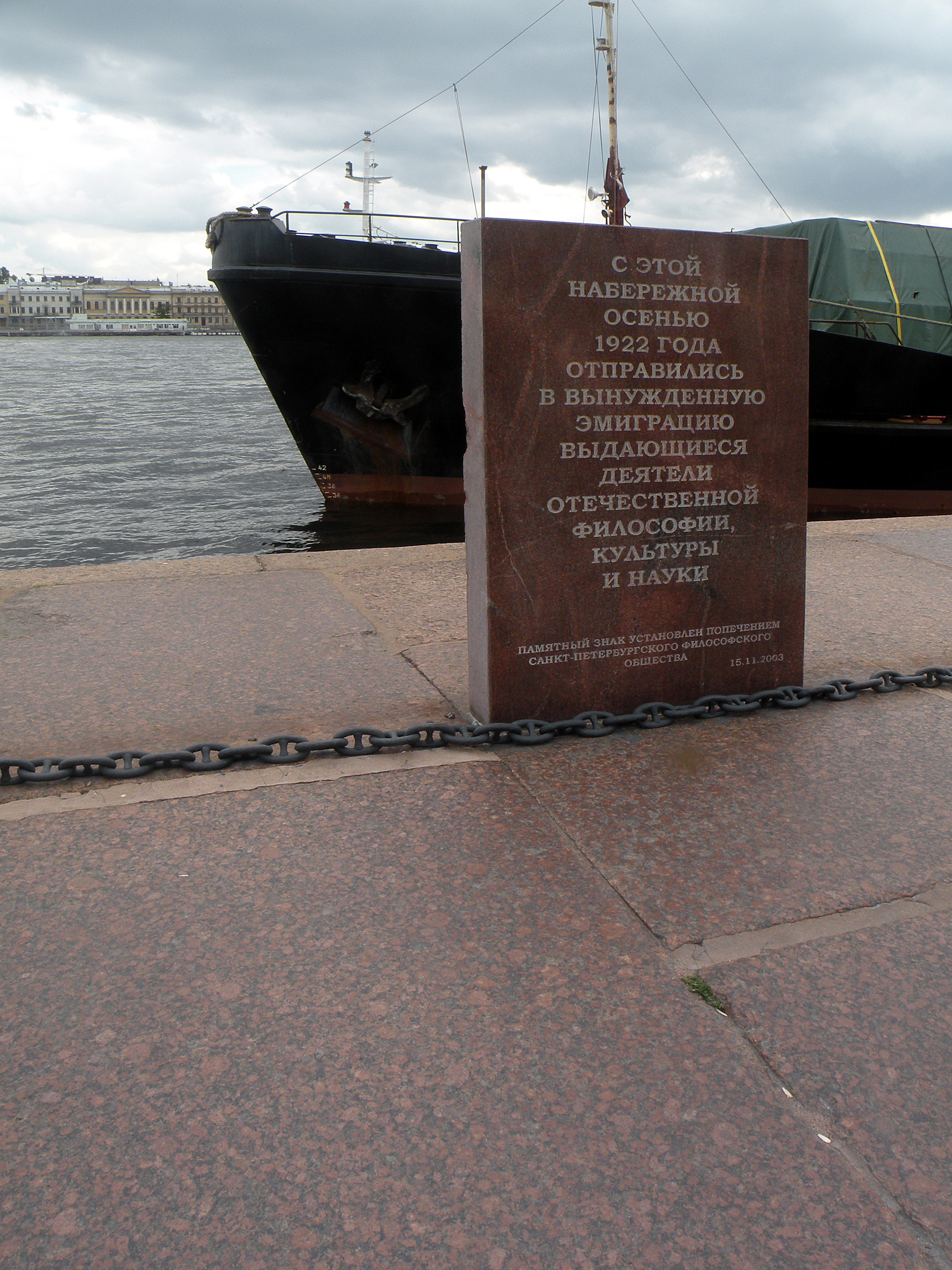
Monumento dedicato all'espulsione dei "filosofi" a San Pietroburgo.

Le navi dei filosofi (in russo философский пароход?) è il termine col quale si fa riferimento all'esilio, tramite navi, degli intellettuali non comunisti dalla Russia sovietica, avvenuto nel 1922.

## Avvenimenti
Nel maggio 1922, già prima della creazione dell'Unione delle repubbliche socialiste sovietiche, Lenin decise di esiliare tutti gli intellettuali russi che si opponevano al potere bolscevico, incaricando Feliks Ėdmundovič Dzeržinskij, capo della polizia politica, di preparare la deportazione degli intellettuali. Inoltre, fu modificato il codice penale della Repubblica sovietica russa del 1922, per permettere l'espulsione amministrativa e furono preparati dei dossier contro gli intellettuali in questione.
Gli intellettuali furono arrestati dalla GPU nella notte tra il 16 e il 17 agosto 1922. Furono condannati e poterono scegliere tra l'esecuzione e l'espulsione. Per giunta, doverono pagarsi il viaggio e non poterono prendere oggetti di valore o libri.

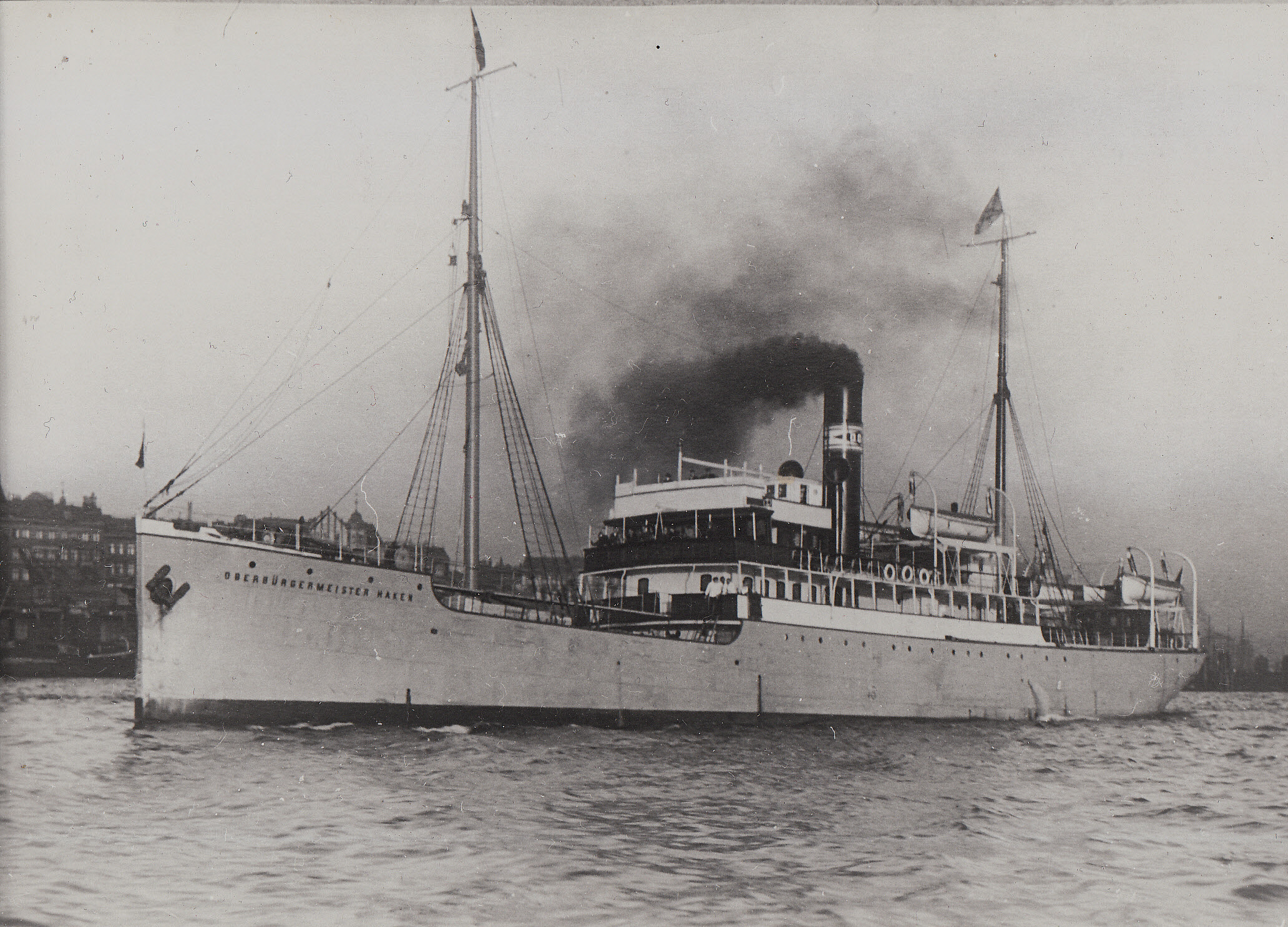
LOberbürgermeister Haken, una delle due navi che trasportò gli intellettuali.

Le due navi che trasportarono gli intellettuali da Pietrogrado a Stettino furono l'Oberbürgermeister Haken, che partì il 29 settembre 1922 e giunse a destinazione il 1º ottobre 1922 con 35 intellettuali russi e le loro famiglie, e la Preussen, che partì a novembre.
Per Anton Nikolskij questo evento rappresentò una parte importante per l'arte russa perché rappresenta il momento simbolico in cui la cultura russa si divise in due: cultura sovietica e cultura emigrata.

## Intellettuali espulsi
- Vladimir Abrikosov
- Julij Ajchenvald
- Nikolaj Aleksandrovič Berdjaev
- Boris Brutskus
- Sergej Nikolaevič Bulgakov
- Semën Ljudvigovič Frank
- Ivan Aleksandrovič Il'in
- Abram Saulovič Kagan (accademico; padre di Anatol Kagan)
- Lev Karsavin (fratello della ballerina Tamara Platonovna Karsavina; arrestato di nuovo nel 1940 e deportato nel gulag di Komi, dove morì nel 1952)
- Alexander Kiesewetter
- Ivan Lapšin
- Nikolaj Losskij
- Michail Andreevič Osorgin
- Pitirim Aleksandrovič Sorokin (treno)
- Fëdor Stepun
- Il principe Sergei Troubetzkoy